# كنيسة سرخ أباد
كنيسة سرخ أباد (بالفارسية: کلیسای سرخ‌آباد) هي كنيسة تاريخية تعود إلى عصر الدولة البهلوية، وتقع في مقاطعة سوادكوه.